# Ernst Boehe
Ernst Boehe   (Múnic, 27 de desembre de 1880 - Ludwigshafen, 16 de novembre de 1938) fou un compositor i director d'orquestra alemany.
Fou deixeble de Ludwig Thuille i de Schwartz. Les seves obres es distingeixen per l'amplitud i elevació de la seva inspiració i per emprà seriositat i adequació dels elements orquestrals. Entre les que cal citar les escenes simfòniques: El viatge i naufragi d'Ulises, executada a Barcelona sota la direcció del mestre José Lassalle en Palau de les Belles Arts: L'illa de Circe, El retorn d'Ulises, Taormina, Obertura tràgica, El lament de Nausika, la cançó Nit tranquil·la i altres.
Boehe vivia a Múnic, i el 1907 dirigí junt amb Walter Courvoisier els concerts simfònics populars.